# 아빠 (셈어파)
아빠(Abba)는 대부분의 셈어파 언어에서 아버지를 의미한다.

## 아람어
아버지의 아람어에 해당하는 용어는 아빠(אבא)이다.

### 유대교
아람어 용어 아빠(אבא, 히브리어: אב (av), "아버지")는 전통적인 유대인 예배식과 유대인이 하나님께 드리는 기도에 등장한다.
피르케이 아보트(히브리어: פרקי אבות "성부들의 장")은 탈무드의 네지킨 순서에서 마지막에서 두 번째 소책자인 아보트의 미슈나 소책자이다. 피르케이 아보트의 논문은 윤리적, 도덕적 원칙을 다루고 있다.

## 같이 보기
- 아부
- 아빠스, 아바티아
- 엄마와 아빠
- 부칭